# Arbeiter-Illustrierte-Zeitung

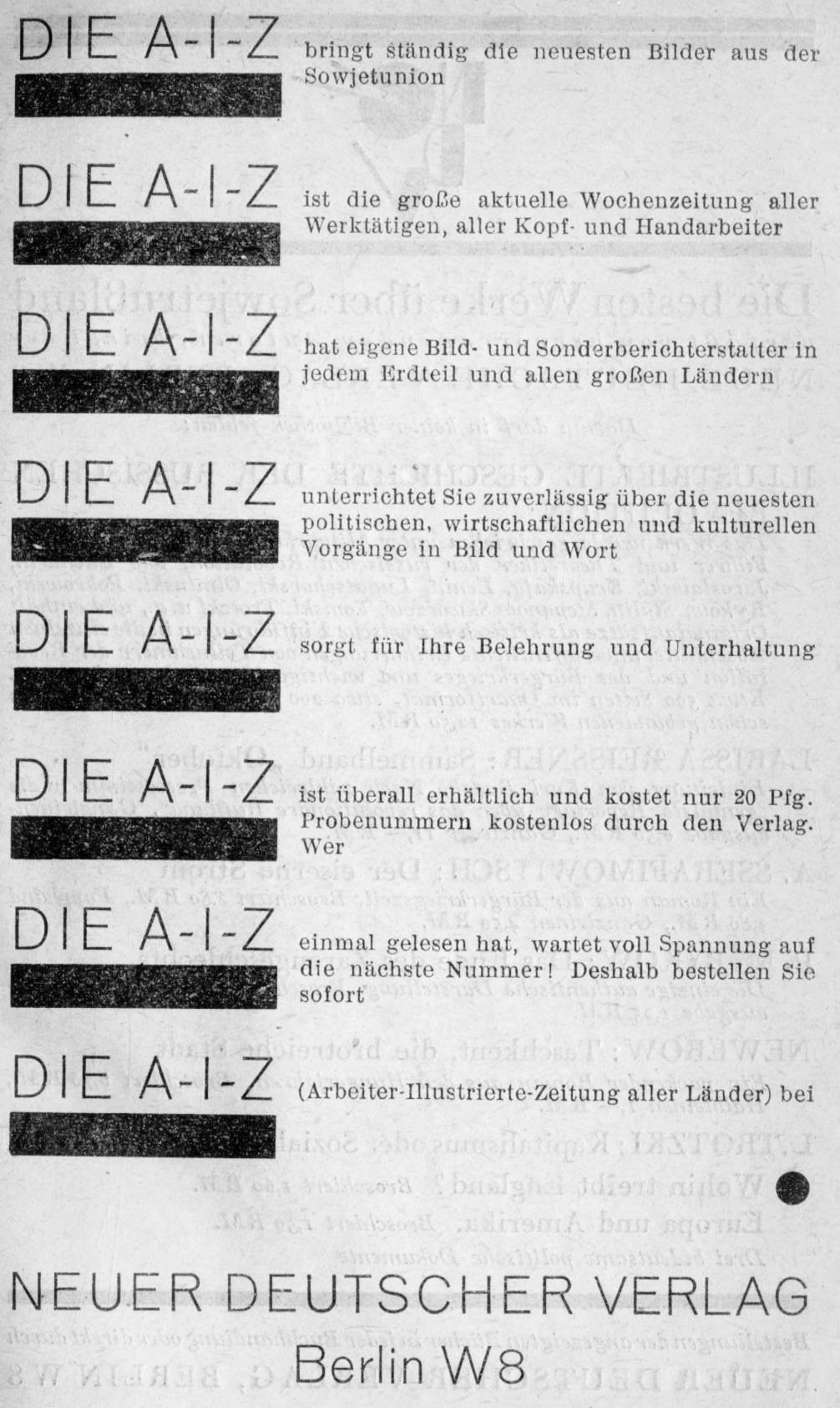
Werbeinserat für die A-I-Z aus dem Jahr 1928

Die Arbeiter-Illustrierte-Zeitung (A-I-Z) war eine von 1921 bis 1933 in Berlin und von 1933 bis 1938 im Prager Exil wöchentlich erscheinende sozialistische Zeitschrift. Begründer und verantwortlicher Redakteur war der deutsche Verleger Willi Münzenberg.

## Geschichte
Die Geschichte der A-I-Z beginnt im Jahre 1921 mit einer Hungersnot in Sowjetrussland und dem Appell Lenins vom 2. August 1921 an die Arbeiterklasse um solidarische Hilfe. Als Unterstützungsorganisation zur Bekämpfung der Hungerkatastrophe bildete sich die Internationale-Arbeiter-Hilfe (IAH), die maßgeblich von Willi Münzenberg aufgebaut und geleitet wurde. Zur Unterstützung der Arbeit der IAH wurde in Deutschland am 7. November 1921 die Monatszeitschrift „Sowjet-Russland im Bild“ gegründet. Das Hauptaugenmerk richtete diese Zeitung anfangs auf die Berichterstattung über den jungen russischen Sowjetstaat, seine Leistungen und Probleme.
Die Zeitschrift war, so die spätere A-I-Z-Chefredakteurin Lilly Becher: „…kein Meisterwerk. Ihre grauen, schmucklosen Seiten, die technisch höchst mangelhaften Fotos…“ entsprachen in dieser Anfangszeit bei weitem nicht den sonst üblichen Standards, die von den großen Verlagen erreicht wurden.
Bereits im Laufe des Jahres 1922 nahm die Redaktion auch Berichte auf, die das deutsche Proletariat zum Thema hatten. Zu dieser Zeit hatte das Blatt eine Auflage von ca. 10.000 Exemplaren. Aus dem Bedürfnis heraus, dem deutschen Proletariat eine eigene revolutionäre Illustrierte zu schaffen – das bürgerliche Vorbild war die Berliner Illustrirte Zeitung –, wurde das Blatt noch 1922, unter einer weiteren Ausdehnung der Berichterstattung, die über den Rahmen des Blattes als Organ der IAH hinauswies, in Sichel und Hammer umbenannt. Auch hier hatte die Propaganda für die Sowjetunion und die Arbeit der IAH noch einen bedeutenden Platz, doch weiteten regelmäßig Mitarbeiter wie George Grosz, Maxim Gorki, George Bernard Shaw, Käthe Kollwitz und andere die inhaltliche Breite in Richtung Gesellschaftskritik aus. Die Zeitschrift erschien nun im Großformat.
Der wachsende Einfluss drückte sich auch in den Auflagenzahlen aus; waren es 1922 etwa 100.000 Exemplare, so kam man bereits 1924 auf 180.000 Exemplare. Am Ende des Jahres 1924 wuchs das Blatt endgültig aus dem Status eines IAH-Organs heraus.
Am 30. November 1924 erschien im Neuen Deutschen Verlag Willi Münzenbergs unter einem erneut veränderten Layout, nunmehr im zweiwöchentlichen Rhythmus, die erste A-I-Z. Mit diesem erneuten Wechsel begann der rasante Aufstieg der A-I-Z, die jetzt zu der sozialistischen Illustrierten in Deutschland geworden war. Die Zeitung deckte nun eine große Bandbreite an Themen ab. Neben aktuellen Berichten und Reportagen wurden in der A-I-Z auch regelmäßig Erzählungen und Gedichte veröffentlicht, beispielsweise von Anna Seghers, Erich Kästner und Maxim Gorki sowie Theobald Tiger (Kurt Tucholsky). Willi Münzenberg verfolgte mit seiner Zeitung eine Strategie der Verbindung der kommunistischen Bewegung mit den bedeutendsten Köpfen seiner Zeit. Die Leser sollten zu einem festen Leserkreis vereint, durch Autorenlesungen, Filmvorträge, Vorträge bildender oder unterhaltender Art, Frauen- und Kinderveranstaltungen, Sommerfesten, Sportveranstaltungen und anderes mehr zu einer Gemeinschaft werden.
Als 1926 die Auflage bis auf 200.000 Exemplare gestiegen war, stellte der Verlag im November auf ein wöchentliches Erscheinen um. Um die Illustrierte vertreiben zu können, musste eine eigene Organisation mit mehreren tausend Mitarbeitern – überwiegend Arbeitslosen – geschaffen werden. Alfred Hugenberg, dessen Zeitungskonzern faktisch den Zeitungsmarkt kontrollierte, hatte zum Boykott des Blattes bei den Händlern aufgerufen. Von 1927 bis 1933 erschienen 52 Hefte pro Jahr und die Auflage stieg von 220.000 im Jahr 1928 auf 350.000 ab 1929. Bis 1933 stieg die Auflage der A-I-Z auf über eine halbe Million. Ihr Wirkungskreis war jedoch wesentlich größer, da sie aufgrund ihrer ärmeren Zielgruppe zumeist von mehreren Leuten gemeinsam gelesen wurde. Um weitere Leser zu gewinnen, gab es regelmäßig Preisausschreiben, bei denen Reisen in die UdSSR, die Übernahme von drei Monatsmieten, qualitativ hochwertige Bekleidung und Geldprämien verlost wurden.
Nach der Machtübergabe an die Nationalsozialisten erschien am 5. März 1933 die letzte Ausgabe und die A-I-Z musste ins Exil gehen. Sie konnte in Prag unter ihrem Chefredakteur Franz Carl Weiskopf weiterexistieren; die Auflage war mit 12.000 Exemplaren gering, 5.000 davon wurden in die Sowjetunion geliefert. Eine nicht bekannte Anzahl wurde im Kleinformat gedruckt und unter großer Gefahr nach Deutschland geliefert. 1936 änderte sie ihren Namen in Die Volks-Illustrierte und bestand bis 1939 mit viel kleinerer Auflage fort.

## Die Illustrierte

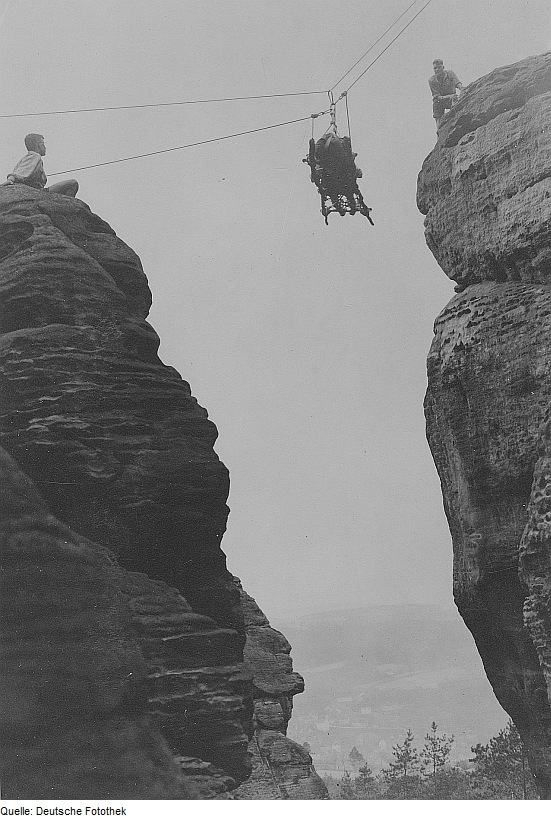
„Bergung eines Verletzten mittels selbst gefertigter Trage“, aus einer Fotoserie von Richard Peter in der A-I-Z (1929)

Die Illustrationen in der A-I-Z stammten überwiegend aus der Arbeiterfotografie. Besonders bekannt sind die Fotocollagen des Grafikers und Fotomontagekünstlers John Heartfield, der 1930 ihr ständiger Mitarbeiter wurde. Er blieb der Zeitung bis 1938 verbunden.
Ab 1931 war Walter Reuter als ständiger freier Mitarbeiter für die A-I-Z tätig. Von ihm stammen die Fotos des Berichtes Der Mordsturm 33 über den SA-Überfall auf das Berliner Tanzlokal Eden, zu dem der Rechtsanwalt Hans Litten den Text schrieb. Zwei Wochen nach dem Reichstagsbrand 1933 floh Reuter nach Spanien. In seinem späteren Exil Mexiko gilt er als Begründer des modernen dokumentarischen Fotojournalismus.